# Ervin Zukanović
Ervin Zukanović (ur. 11 lutego 1987 w Sarajewie) – bośniacki piłkarz, który występował na pozycji obrońcy. W latach 2012-2019 reprezentant Bośni i Hercegowiny. Posiada również obywatelstwo belgijskie.

## Lata młodości
Zukanović urodził się w Sarajewie. Po wybuchu wojny w Bośni wraz z rodzicami uciekł do Słowenii, a stamtąd do Niemiec, gdzie rozpoczął treningi piłki nożnej.

## Kariera klubowa
Karierę juniorską rozpoczął w 1993 w TSV Neuss. W 1998 został zawodnikiem FK Bubamara, z której trafił w 2005 do Željezničara Sarajewo. W 2006 przeniósł się do Austrii Lustenau, ale grał tylko w amatorskich rezerwach tej drużyny i dorabiał w warsztacie szklarskim. W 2007 trafił na krótko do Veležu Mostar, ale nie zadebiutował w tym klubie. W 2008 został zawodnikiem TSV Sulzberg, z którego w lipcu 2008 przeszedł do KFC Uerdingen 05. W styczniu 2009 trafił do FCV Dender EH. Latem 2009 przedłużył kontrakt z tym klubem do 2011. W czerwcu 2010 przeszedł do KAS Eupen, z którym podpisał kontrakt na trzy sezony. W czerwcu 2011 poinformowano, że Bośniak podpisał trzyletni kontrakt z Lierse SK, jednak ostatecznie transfer nie doszedł do skutku. Latem 2011 przeszedł do KV Kortrijk. W grudniu 2012 podpisał czteroipółletni kontrakt z KAA Gent. W czerwcu 2014 roku wypożyczono go do Chievo Werona. W klubie tym zadebiutował 24 września 2014 w przegranym 1:2 meczu z UC Sampdoria. W czerwcu 2015 został wykupiony przez Chievo, a miesiąc później przeszedł do UC Sampdoria, stając się pierwszym Bośniakiem w tym klubie. Pierwszy mecz ligowy w barwach tego zespołu rozegrał 30 sierpnia 2015 w zremisowanym 2:2 spotkaniu z SSC Napoli. W styczniu 2016 został wypożyczony na pół roku do AS Roma z opcją pierwokupu. Zadebiutował w tym klubie 30 stycznia 2016 w wygranym 3:1 meczu z Frosinone Calcio, w którym zanotował asystę przy golu Stephana El Shaarawy. W lutym 2016 został wykupiony przez rzymski klub. W lipcu 2016 został wypożyczony do Atalanty BC z prawem pierwokupu. W lipcu 2017 został wypożyczony do Genoi z obowiązkiem wykupu przy wypełnieniu określonych warunków. W lipcu 2018 roku został wykupiony przez klub z Genui. W lipcu 2019 podpisał dwuletni kontrakt z Al-Ahli Dżudda z możliwością przedłużenia o kolejny rok. W styczniu 2020 podpisał półroczny kontrakt ze SPAL 2013 z możliwością przedłużenia o rok. W sierpniu 2020 przeszedł do Fatih Karagümrük SK. Zadebiutował w tym klubie 12 września 2020 w wygranym 3:0 meczu z Yeni Malatyasporem, w którym strzelił gola.

## Kariera reprezentacyjna
W reprezentacji BiH zadebiutował 16 października 2012 w wygranym 3:0 meczu eliminacji do mistrzostw świata z Litwą. 6 lutego 2013 w wygranym 3:0 spotkaniu ze Słowenią strzelił gola, jednakże nie został on uznany, gdyż padł ze spalonego. Przed mistrzostwami świata w 2014 znalazł się w składzie na obóz przygotowawczy w USA, jednakże z powodu nieotrzymania wizy nie pojechał na niego. Mimo to, selekcjoner Safet Sušić brał go pod uwagę przy wybieraniu składu na mistrzostwa, jednakże Zukanović uznał, że odpowiedzialny za jego problemy z wizą jest bośniacki związek piłkarski, dlatego ostatecznie nie znalazł się w składzie na turniej. Do kadry wrócił po objęciu reprezentacji Bośni przez Mehmeda Baždarevicia.

## Życie prywatne
Ma brata. Żonaty z Eminą, z którą ma syna Armina i córkę Alin. 2 marca 2015 otrzymał belgijskie obywatelstwo.